# Brújula (constelación)
Pyxis o la Brújula es una constelación del hemisferio celeste meridional. Fue introducida en el siglo XVIII por Nicolas-Louis de Lacaille con el nombre de Pyxis Nautica y se cuenta entre las ochenta y ocho constelaciones modernas. Está situada cerca de la antigua constelación de Argo Navis; en el siglo XIX John Herschel sugirió renombrarla Malus, el Mástil, pero la sugerencia no prosperó. La Brújula es completamente visible en latitudes más al sur de los 53 grados norte, siendo febrero y marzo los meses de mejor visibilidad.
Esta constelación está atravesada por la Vía Láctea. Sus tres estrellas más brillantes, Alfa, Beta y Gamma Pyxidis, están dispuestas aproximadamente en línea. Con una luminosidad 22 000 veces mayor que la del Sol y 3,68 de magnitud visual, Alfa Pyxidis es una estrella blancoazulada, la más brillante de la constelación. Cerca de Alfa se encuentra T Pyxidis, una nova recurrente que aumenta su brillo hasta la magnitud 7 cada pocas décadas. Tres estrellas tienen sistemas planetarios, todos ellos descubiertos por espectroscopia Doppler. El cúmulo globular de Pyxis está situado a unos 130 000 años luz de distancia en el halo galáctico. No se pensaba que esta región contuviera cúmulos globulares. Se ha planteado la posibilidad de que este objeto haya escapado de la Gran Nube de Magallanes.

## Historia
En la Antigua China las estrellas Alfa, Beta y Gamma Pyxidis, junto con estrellas de la vecina Antlia, formaban parte de Tianmiao, un templo celeste en honor de los antepasados del emperador.
El astrónomo francés Lacaille describió por primera vez la constelación como La Boussole (la Brújula) en 1752  después de haber observado y catalogado cerca de 10 000 estrellas de los cielos australes durante su estancia en el cabo de Buena Esperanza. Ideó catorce nuevas constelaciones en las regiones inexploradas del hemisferio sur celeste que no son visibles desde Europa y les dio nombres de instrumentos científicos que simbolizaban la Ilustración. Lacaille latinizó el nombre como Pixis (sic) Nautica en las cartas que publicó en 1763. Los antiguos griegos habían identificado las cuatro estrellas principales de la Brújula como el mástil de la nave Argos.
El astrónomo alemán Johann Bode estableció en 1801 la constelación Lochium Funis (la cuerda y la línea) alrededor de la constelación de la Brújula, pero la descripción no prosperó. En 1844, John Herschel trató de resucitar la configuración clásica de Argo Navis renombrándola Malus, el Mástil, una sugerencia seguida por Francis Baily. Más tarde Benjamin Gould restauró la nomenclatura de Lacaille.

## Descripción
La Brújula ocupa la posición 65 al cubrir 220,8 grados cuadrados de cielo nocturno (un 0,535 %). Dada su posición en el hemisferio celeste sur, toda la constelación es visible hasta la latitud 52° N, aunque partes se pueden ver hasta la latitud 72° N. Está limitada al norte por Hidra, al oeste por la Popa, al sur por las Velas y las este por la Bomba Neumática. La abreviatura de tres letras adoptada por la Unión Astronómica Internacional en 1922 es «Pyx». Los límites oficiales fueron establecidos por Eugène Delporte en 1930 y delimitan un polígono de ocho lados. En el sistema de coordenadas celestes, las ascensiones rectas están comprendidas entre 8 h 27,7 m y 9 h 27,6 m, mientras que las declinaciones límite son −17,41° y −37,29°.

## Características

### Estrellas

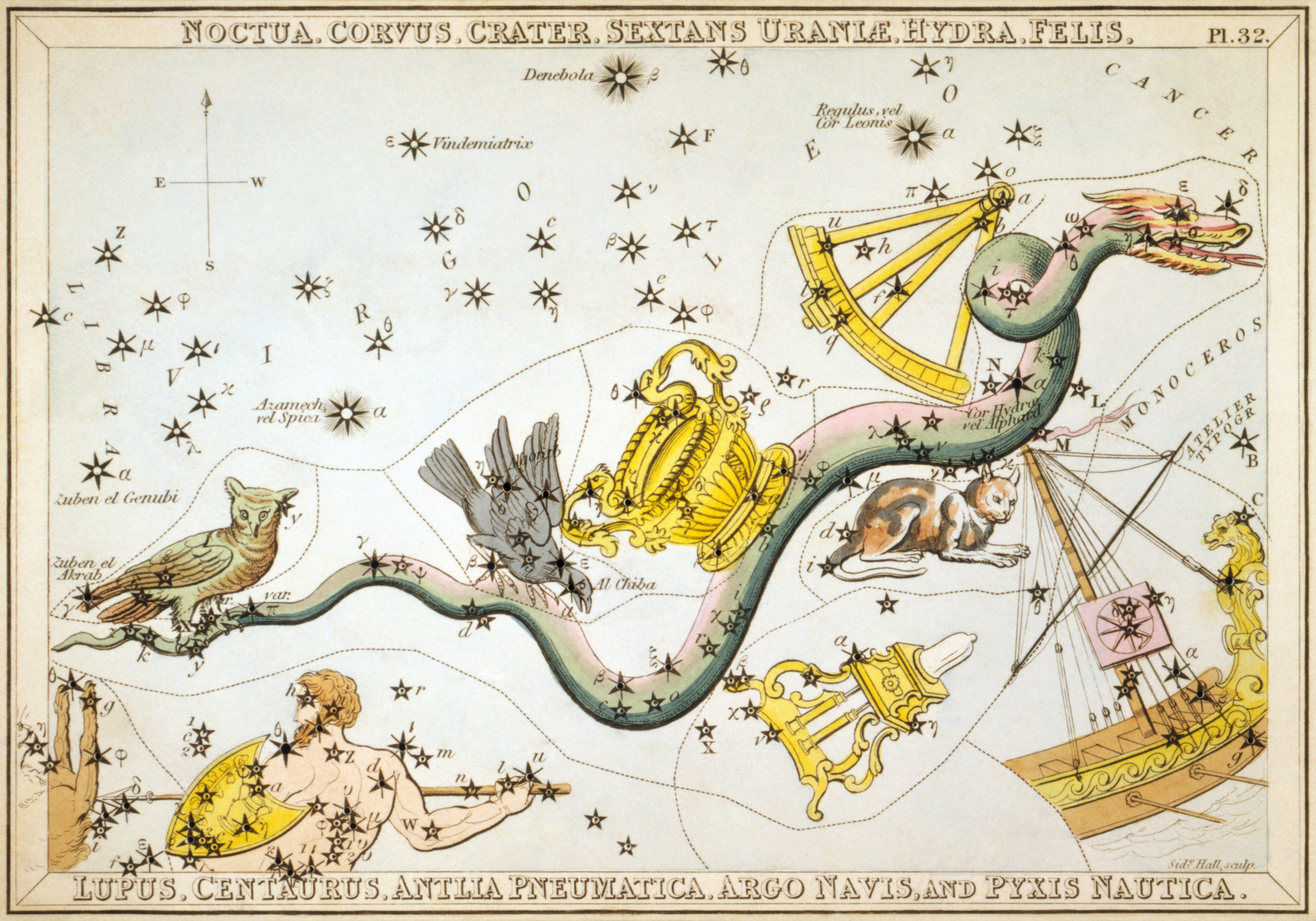
Pyxis puede verse sobre el mástil del Argo Navis

Lacaille dio designación Bayers a diez estrellas ahora denominadas de Alfa a Lambda Pyxidis, omitiendo las letras griegas iota y kappa. Aunque se trata de un elemento náutico, la constelación no formaba parte integrante del antiguo Argo Navis y, por tanto, no compartía las designaciones Bayer originales de dicha constelación, que se dividían entre Carina, Vela y Puppis. Pyxis es una constelación tenue, sus tres estrellas más brillantes-Alpha, Beta y Gamma Pyxidis-forman una línea aproximada. En total, hay 41 estrellas dentro de los límites de la constelación con magnitud aparentes más brillantes o iguales a 6,5.
Con una magnitud aparente de 3,68, Alfa Pyxidis es la estrella más brillante de la constelación. Situada a 880 ± 30 año luzs de la Tierra, es una estrella gigante blanquiazul de tipo espectral B1.5III que tiene unas 22.000 veces más luminosidad que el Sol y 9,4 ± 0,7 veces su diámetro. Comenzó su vida con una masa 12,1 ± 0,6 veces la del Sol, hace casi 15 millones de años. Su luz está atenuada en un 30% debido al polvo interestelar, por lo que tendría una magnitud más brillante de 3.31 si no fuera por esto. La segunda estrella más brillante, con una magnitud de 3,97, es Beta Pyxidis, una gigante brillante amarilla o supergigante de tipo espectral G7Ib-II que es unas 435 veces más luminosa que el Sol, que se encuentra a 420 ± 10 años luz de la Tierra. Tiene una estrella compañera de magnitud 12,5 separada por 9 segundos de arco. Gamma Pyxidis es una estrella de magnitud 4,02 que se encuentra a 207 ± 2 años luz de distancia. Es una gigante anaranjada de tipo espectral K3III que se ha enfriado e hinchado hasta alcanzar 3,7 veces el diámetro del Sol tras agotar el hidrógeno de su núcleo.

### Sistemas planetarios
Pyxis alberga tres estrellas con sistemas planetarios confirmados, todos ellos descubiertos mediante espectroscopia Doppler. Un Júpiter caliente, HD 73256 b, que orbita HD 73256 cada 2,55 días, fue descubierto usando el Telescopio Leonhard Euler en 2003. La estrella anfitriona es una estrella amarilla de tipo espectral G9V que tiene el 69% de la luminosidad de nuestro Sol, el 89% de su diámetro y el 105% de su masa. Se encuentra a unos 119 años luz de distancia, brilla con una magnitud aparente de 8,08 y tiene unos mil millones de años. HD 73267 b fue descubierto con el  Buscador de Planetas de Velocidad Radial de Alta Precisión (HARPS) en 2008. Orbita HD 73267 cada 1260 días, una estrella de 7000 millones de años de tipo espectral G5V que tiene alrededor del 89% de la masa del Sol. Una enana roja de tipo espectral M2.5V que tiene alrededor del 42% de la masa del Sol, Gliese 317 está orbitada por dos planetas gigantes gaseosos. A unos 50 años luz de distancia de la Tierra, es un buen candidato para futuras búsquedas de más planetas rocosos terrestres.

## Estrellas

### Estrellas principales
- α Pyxidis, gigante azul de magnitud 3,68, el astro más brillante de la constelación.
- γ Pyxidis, gigante naranja de magnitud 4,03.
- XY Pyxidis (HR 3343), binaria eclipsante de magnitud 5,74.

### Estrellas condenominación de Bayer
- β Pyx 3.97; δ Pyx 4.87; ε Pyx 5.59; ζ Pyx 4.86; θ Pyx 4.71; η Pyx 5.24; κ Pyx 4.62; λ Pyx 4.71

### Otras estrellas
- Gliese 317, enana roja que contiene un planeta extrasolar.
- HD 73256 (CS Pyxidis), variable BY Draconis con un planeta del tipo «Júpiter caliente».
- HD 73267, enana amarilla con un planeta extrasolar.
- HD 77361, gigante naranja «super-rica en litio».
- HR 3384 (Gliese 309), enana naranja a algo menos de 40 años luz de distancia.
- Gliese 318, enana blanca binaria a unos 28 años luz.

## Sistemas planetarios
Pyxis alberga tres estrellas con sistemas planetarios confirmados, todos descubiertos por espectroscopia Doppler. Un Júpiter caliente, HD 73256 b, que orbita HD 73256 cada 2,55 días, fue descubierto utilizando el espectrógrafo CORALIE en 2003. La estrella anfitriona es una estrella amarilla de tipo G9V que tiene el 69% de la luminosidad de nuestro Sol, el 89% de su diámetro y el 105% de su masa. A unos 119 años luz de distancia, brilla con una magnitud aparente de 8,08 y tiene alrededor de mil millones de años. HD 73267 b se descubrió con el Buscador de planetas de velocidad radial de alta precisión (HARPS) en 2008. Orbita HD 73267 cada 1260 días, una estrella de tipo espectral de 7 000 millones de años G5V que tiene alrededor del 89% de la masa del Sol. Una enana roja de tipo espectral M2.5V que tiene alrededor del 42% de la masa del Sol, Gliese 317 está orbitada por dos planetas gigantes gaseosos. A unos 50 años luz de distancia de la Tierra, es un buen candidato para futuras búsquedas de más planetas rocosos terrestres.

## Objetos de cielo profundo
- NGC 2613, galaxia espiral.
- Cúmulo abierto NGC 2627.
- NGC 2818, nebulosa planetaria situada cerca del límite con Vela.